# NGC 6837
NGC 6837 este o galaxie situată în constelația Vulturul. A fost descoperită în 4 septembrie 1784 de către William Herschel.